# 坂田秀雄

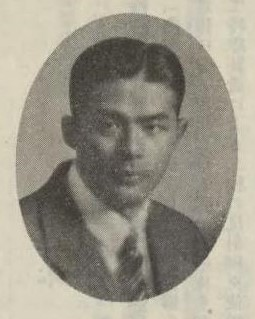
坂田秀雄

坂田 秀雄（明治38年（1905年） - 没年不明）は、日本の発明家。
和歌山県和歌山市出身。和歌山中学校を経て慶應義塾大学法学部を卒業する。写真を趣味とし、モルタ合資会社に入社し、同社の支配人兼工場長を務めた。

## 特許
- 特許第105700号 二枚羽根写真機用シャッターに於ける作動装置